# Morton Subotnick
Morton Subotnick (ur. 14 kwietnia 1933 w Los Angeles) – amerykański kompozytor.

## Życiorys
Ukończył filologię angielską na University of Denver (Bachelor of Arts, 1958) oraz studia w zakresie kompozycji u Dariusa Milhauda i Leona Kirchnera w Mills College w Oakland (Master of Arts, 1960). W latach 1961–1963 był dyrektorem muzycznym Ann Halprin’s Dance Company. Od 1967 do 1968 roku był dyrektorem The Electronic Circus przy Lincoln Center w Nowym Jorku, w 1965 roku założył studio muzyki elektronicznej na Uniwersytecie w Pittsburghu. Wykładał na Princeton University (1959–1960), Mills College (1959–1966), New York University (1966–1969) oraz University of Maryland (1968–1969). W latach 1969–1974 był prodziekanem wydziału muzyki w California Institute of the Arts, w 1974 roku objął katedrę kompozycji na tej uczelni. W latach 1979–1981 przebywał gościnnie w Europie. W 1998 roku otrzymał nagrodę SEAMUS za całokształt twórczości.

## Twórczość
Był pionierem interaktywnej muzyki elektronicznej, był pierwszym kompozytorem amerykańskim, który tworzył muzykę elektroniczną przeznaczoną wprost do nagrania na płyty LP. Skupiał się głównie na tworzeniu muzyki elektronicznej do wykonywania na żywo lub za pomocą syntezatora, muzyka czysto instrumentalna stanowi poboczną część jego twórczości. We współpracy z programistą Markiem Coniglio wydał w 1995 roku przeznaczoną dla dzieci interaktywną płytę CD-ROM Making Music.

## Wybrane kompozycje
(na podstawie materiałów źródłowych)

### Utwory orkiestrowe
- Play! No. 2 na orkiestrę i taśmę (1964)
- Lamination No. 1 na orkiestrę i taśmę (1968)
- Lamination No. 2 na zespół kameralny i dźwięki elektroniczne (1969)
- Before the Butterfly na 7 instrumentów solowych i orkiestrę (1975)
- 2 Butterflies na orkiestrę z amplifikacją (1975)
- Place (1979)
- Axolotl na wiolonczelę, orkiestrę kameralną i dźwięki elektroniczne (1982)
- Liquid Strata na fortepian, orkiestrę i dźwięki elektroniczne (1982)
- The Key to Songs na orkiestrę kameralną i syntezator (1985)
- In Two Worlds na saksofon, elektroniczny kontroler dęty i orkiestrę (1987–1988)
- And the Butterflies Began to Sing na YCAMS (Yamaha Computer Assisted Music System) i zespół kameralny (1988)
- A Desert Flower (1989)

### Utwory multimedialne
- Mr. and Mrs. Discobolos na klarnet, skrzypce, wiolonczelę, mima-narratora i taśmę (1958)
- Mandolin na skrzypce, taśmę i film (1961–1963)
- Sound Blocks na narratora, skrzypce, wiolonczelę, ksylofon, marimbę, taśmę i światła (1961)
- Play! No. 1 na kwintet dęty, taśmę i film (1963)
- Play! No. 3 na fortepian, taśmę i film (1964)
- Play! No. 4 na aktorów, performerów, fortepian, wibrafon, wiolonczelę i 2 filmy (1965)
- 4 Butterflies na taśmę i 3 filmy (1973)
- spektakl The Double Life of Amphibians (1984)

### Utwory wokalno-instrumentalne
- 2 Life Histories na głos męski, klarnet i dźwięki elektroniczne (1977)
- Last Dream of the Beast na głos żeński i dźwięki elektroniczne (1978)
- Jacob’s Room na głos i kwartet smyczkowy (1984)

### Utwory instrumentalne
- Prelude No. 1 (The Blind Owl) na fortepian (1956)
- Prelude No. 2 (The Feast) na fortepian (1956)
- Sonata altówkowa (1959)
- Kwartet smyczkowy (1960)
- Sonata na fortepian na 4 ręce (1960)
- Serenade No. 1 na flet, klarnet, wibrafon, mandolinę, wiolonczelę i fortepian (1960)
- Serenade No. 2 na klarnet, róg, perkusję i fortepian (1962)
- 10 na 10 instrumentów (1963–1976)
- The Tarot na zespół kameralny (1965)
- The Fluttering of Wings na kwartet smyczkowy (1982)

### Utwory instrumentalno-elektroniczne
- Preludes Nos. 3 and 4 na fortepian i taśmę (1962–1965)
- Serenade No. 3 na flet, klarnet, skrzypce, altówkę i taśmę (1963)
- Liquid Sonata na fortepian i dźwięki elektroniczne (1977)
- Parallel Lines na flet piccolo, 9 instrumentów i dźwięki elektroniczne (1978)
- Passages of the Beast na klarnet i dźwięki elektroniczne (1978)
- The Wild Beasts na puzon, fortepian i dźwięki elektroniczne (1978)
- After the Butterfly na trąbkę, 7 instrumentów i dźwięki elektroniczne (1979)
- The first Dream of Light na tubę, fortepian i dźwięki elektroniczne (1979)
- Ascent into Air na 10 instrumentów i dźwięki elektroniczne (1981)
- An Arsenal of Defense na altówkę i dźwięki elektroniczne (1982)
- Axolotl na wiolonczelę i dźwięki elektroniczne (1982)
- Tremblings na skrzypce, fortepian i dźwięki elektroniczne (1983)
- All My Hummingbirds Have Alibis na flet, wiolonczelę, fortepian midi i dźwięki elektroniczne (1991)

### Utwory elektroniczne
- The 5-legged Stool (1963)
- Parades and Changes (1967)
- Silver Apples of the Moon (1967)
- Realty I–II (1968)
- The Wild Bull (1968)
- Touch (1969)
- Sidewinder (1971)
- Until Spring (1975)
- Ice Floe (1978)
- A Sky of Cloudless Sulphur (1978)
- Aky with the Clouds (1978)
- Return (1984)

### Opera
- Jacob’s Room (wyst. Filadelfia 1993)

### Muzyka do sztuk teatralnych
- The Balcony według Jeana Geneta (1960)
- King Lear według Szekspira (1960)
- Galileo według Brechta (1964)
- The Caucasian Chalk Circle według Brechta (1965)
- Danton’s Death według Georga Büchnera (1966)